# Acanthocidaris maculicollis
Acanthocidaris maculicollis is een zee-egel uit de familie Cidaridae.
De wetenschappelijke naam van de soort werd in 1904 gepubliceerd door Johannes Cornelis Hendrik de Meijere.